# Burak Yeter

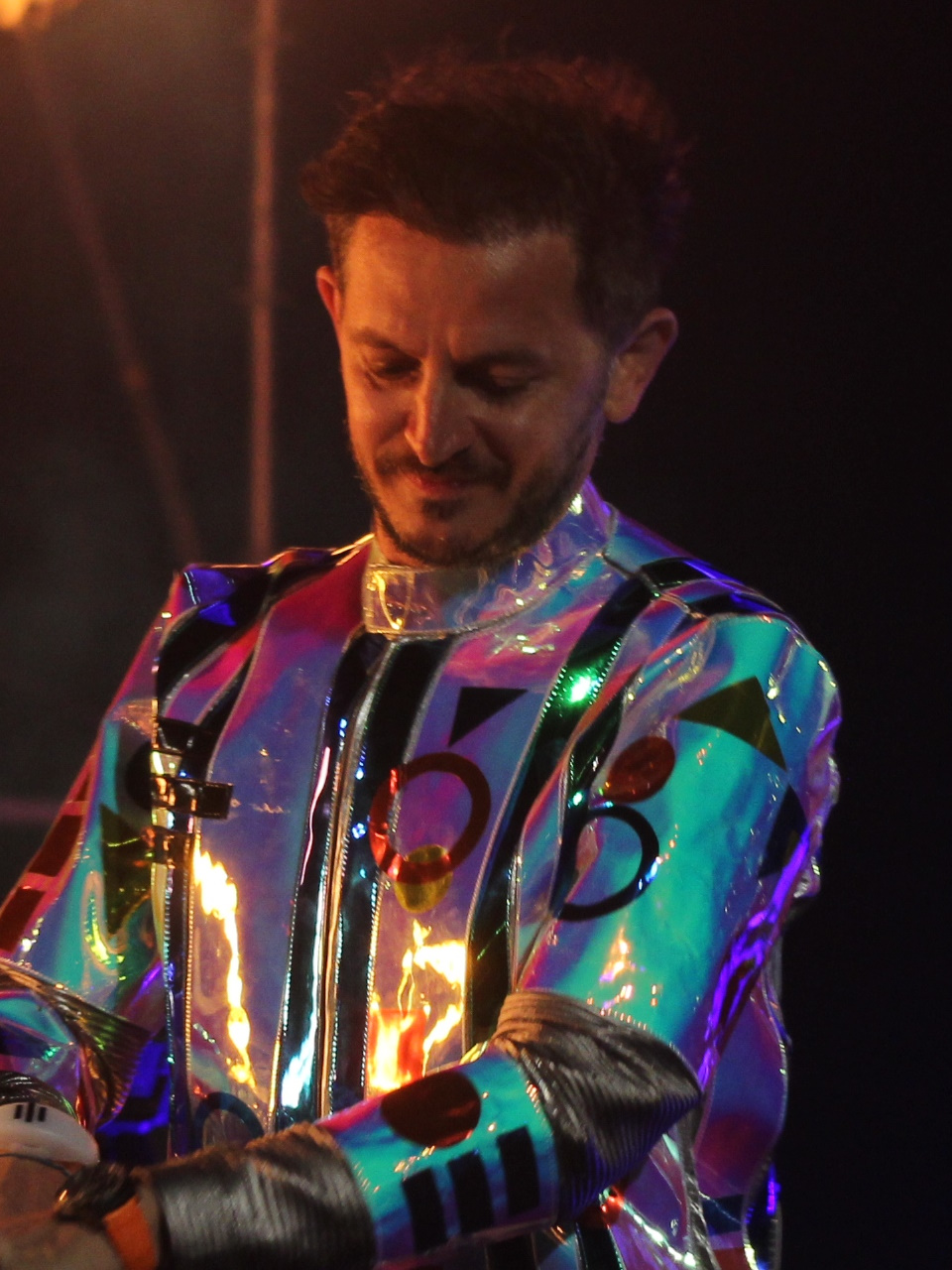
Burak Yeter, 2023

Burak Yeter (* 5. Mai 1982 in Trabzon) ist ein türkischer DJ, Musiker und Musikproduzent.

## Leben
Burak Yeter gab in einem Interview mit der türkischen Zeitung Hürriyet im April 2013 an, am 5. Mai 1982 in Trabzon geboren und dort bis zu seinem 13. Lebensjahr aufgewachsen zu sein. Auf seiner eigenen Website ist im August 2017 als Geburtsort Amsterdam genannt, in einer früheren Version der Ort Trabzon.
In dem Interview gab er weiter an, wegen der Arbeitsstätten seines Vaters, eines Bauingenieurs, im Alter von 13 Jahren nach Samsun und mit 15 Jahren nach Kayseri gezogen zu sein; als er 16 Jahre alt war, zog er nach Antalya. Seine Mutter ist Hausfrau. Er hat zwei Geschwister.

## Musikalischer Werdegang
Nach eigenen Angaben begann er im Jahr 1987 das Spielen am Klavier und im Jahr 1990 an der Gitarre und gründete im Jahr 1999 seine erste Band namens „Tatbikat“. In London studierte er Sound Engineering.
Im Jahr 2004 gewann er den „MTV Burn & Best DJ Contest“. Ab 2006 produzierte er Remixes u. a. für Depeche Mode, Black Eyed Peas, Alicia Keys, Usher, Bruno Mars, Sam Smith und Beyoncé. Sein erstes eigenes Album „For Action“ erschien im Jahr 2005 bei DSM (Dokuz Sekiz Müzik), wo auch im Jahr 2007 sein zweites Album „For Message Vol. 2“, erschien. Im Jahr 2009 gründete er das Label „Connection Records“ mit Studios in Istanbul, Amsterdam und Los Angeles. Burak Yeter gewann mit seinen Remixen in den Jahren 2010 und 2012 Preise bei den „Kral TV Music Awards“ des türkischen TV-Senders Kral TV. Im Jahr 2012 erschien sein Album „Blue“.
Bis 2016 produzierte er Remixe und Songs für bekannte türkische Musiker. Mit der Single Çalkala entstand im Jahr 2015 eine erfolgreiche Kollaboration mit Demet Akalın. Ein Jahr später arbeitete er mit Derya Uluğ an ihrem Debüt-Song Okyanus, mit welchem die Sängerin bekannt wurde.
Mit seiner Produktion Tuesday, die in Zusammenarbeit mit der Sängerin Danelle Sandoval entstand, gelang ihm Ende 2016 ein europaweiter Charthit, der in Österreich, Belgien, Frankreich, Italien und Polen Goldstatus erreichte. In Deutschland kam die Single im März 2017 bis auf Platz 2, in den Top 40 Österreichs erreichte sie diese Platzierung im April. Das Lied ist eine Cover-Version des gleichnamigen Songs von Drake und ILoveMakonnen aus dem Jahr 2014. Er produzierte den Titelsong My Life is going on, welcher bei der Serie Haus des Geldes eingespielt wird.
Im Jahr 2021 gewann er einen Altın Kelebek in der Kategorie Bester DJ. Im Jahr 2022 nahm er an der san-marinesischen Vorentscheidung zum Eurovision Song Contest 2022 mit dem Song More Than You teil, der in Zusammenarbeit mit dem Sänger Alessandro Coli entstand.

## Diskografie

### Alben
| Jahr | Titel Musiklabel         | Anmerkungen                          |
| ---- | ------------------------ | ------------------------------------ |
| 2005 | For Action DSM           | Erstveröffentlichung: 2005           |
| 2007 | For Message Volume 2 DSM | Erstveröffentlichung: 11. April 2007 |
| 2012 | Blue Connection Records  | Erstveröffentlichung: 26. Juni 2012  |

### Singles
| Jahr | Titel Album | Höchstplatzierung, Gesamtwochen, AuszeichnungChartplatzierungen (Jahr, Titel, Album, Platzierungen, Wochen, Auszeichnungen, Anmerkungen) | Höchstplatzierung, Gesamtwochen, AuszeichnungChartplatzierungen (Jahr, Titel, Album, Platzierungen, Wochen, Auszeichnungen, Anmerkungen) | Höchstplatzierung, Gesamtwochen, AuszeichnungChartplatzierungen (Jahr, Titel, Album, Platzierungen, Wochen, Auszeichnungen, Anmerkungen) | Anmerkungen                                                                         |
| Jahr | Titel Album | DE | AT | CH | Anmerkungen                                                                         |
| ---- | ----------- | --- | --- | --- | ----------------------------------------------------------------------------------- |
| 2016 | Tuesday –   | DE2 ×2Doppelplatin · (36 Wo.)DE | AT2 Platin · (40 Wo.)AT | CH4 Platin · (37 Wo.)CH | Erstveröffentlichung: 12. August 2016 feat. Danelle Sandoval; Verkäufe: + 1.580.000 |

Weitere Singles
| - 2007: Are You Ready - 2012: Mr. International (feat. Hot Rod) - 2013: Follow the Beats (mit Chadash Cort feat. Joleene) - 2013: Storm - 2014: Power - 2014: Pop of House - 2014: Eat Sex Rave Again - 2014: Speed of Light (feat. Dawn Richard) - 2014: Electric Daisy - 2014: Summer Time (feat. Jimmie Wilson) - 2014: Voynich - 2014: Whut! - 2015: Butterfly - 2015: Kingdom Falls - 2016: Reckless (feat. Delaney Jane) - 2016: It Ain’t Over - 2016: Godiva - 2016: I Want You - 2016: Happy | - 2016: Go - 2017: GO 2.0 (mit Ryan Riback) - 2017: Echo - 2018: Crash - 2018: French Kiss - 2018: My Life Is Going On (mit Cecilia Krull) - 2018: Another World - 2018: HI - 2018: Wanna Know U - 2019: Scream - 2019: Self Control (feat. Maysha) - 2019: Winners (mit AXA) - 2019: Move Like This - 2019: Friday Night - 2019: California (feat. Nino Lucarelli) - 2020: Space - 2020: Just Miss Love (mit Benny Benassi feat. Saint Wilder) - 2020: Fly Away (feat. Emie, Lusia Chebotina & Everthe8) - 2020: Teenage Runaway |

### Gastbeiträge
- 2018: Alabama (Almeda feat. Burak Yeter)

### Produktionen
- 2006: Eylem – Yalnızım
- 2006: Eylem – Allah Allah
- 2006: Eylem – Summer Dream
- 2006: Doğuş – Don’t Cry
- 2011: Nazan Öncel – Canım Bir Yanlış Yapmak İstiyor
- 2011: Petek Dinçöz – Bencil
- 2011: Eren Sandal – Rüzgar
- 2012: Eren Sandal – Sev Beni
- 2012: Çağlayan Topaloğlu – Aşk Aşk Aşk
- 2012: Demet Akalın – Sepet
- 2013: Ömür Gedik – Sana Neler Edeceğim
- 2013: Tuğba Yurt – Boşver
- 2014: Serkan Kaya – Mesele
- 2015: Ömür Gedik – Dillirga
- 2015: Demet Akalın – Çalkala
- 2016: Derya Uluğ – Okyanus

### Remixe
| - 2008: Murat Boz – Uçurum - 2009: Serdar Ortaç – Ayrılmam - 2009: Babutsa – Yanayım Yanayım - 2009: Sadık Karan – Aman - 2009: Sadık Karan – Dost Kazığı - 2009: Esra Balamir – Rüyalar Gördüm - 2009: Esra Balamir – Faka Bastın - 2010: İstanbul Strings – Hicazkar Saz Eseri - 2010: Altay – Şekil A - 2010: Yasemin Pulat – Sana Yazdım - 2010: Murat Boz – Hayat Sana Güzel - 2010: Gökhan Özen – Daha Erken - 2010: Sertab Erener – Koparılan Çiçekler - 2010: Zerrin Özer – Fire - 2011: Petek Dinçöz – Off Modu - 2011: Petek Dinçöz – Seni Sensiz Seveceğim - 2011: Meyra – Aşklayalım - 2011: Ayşegül Aldinç – Li Lal Lal La La - 2011: Ajda Pekkan – Arada Sırada - 2011: Ajda Pekkan – Oyalama Beni - 2012: Ziynet Sali – Yanabiliriz | - 2012: Ziynet Sali – Herkes Evine - 2012: Ayşe Özyılmazel – Su Gibi Gel - 2012: Ferhat Göçer – Ayrılsak Ölürüz Biz - 2012: Sinan Akçıl – Fark Atıyor - 2012: Bengü – Yaralı - 2012: Bengü – Haberin Olsun - 2012: Yusuf Güney – İki Romantik Deli - 2012: Yusuf Güney – Unut Onu Kalbim - 2012: Funda Arar – Hayat Arkadaşı - 2013: Gülben Ergen – Sen - 2014: Demet Akalın – Ara Verelim - 2014: Aygün Kazımova & Snoop Dogg – Coffee From Colombia - 2014: Nazan Şoray – Olay Bu - 2015: Serkan Kaya – Benden Adam Olmaz - 2016: Yıldız Tilbe – Oynat - 2017: Alan Walker feat. Iselin Solheim – Sing Me to Sleep - 2017: Anne-Marie – Ciao Adios - 2017: Reyko – Spinning Over You - 2017: Filatov & Karas feat. Rada – Lirika - 2018: Mari Ferrari & Monodepth feat. Kinnie Lane – Plus de toi - 2018: Morandi – Kalinka |

## Auszeichnungen
- 2021: Altın Kelebek Award in der Kategorie Bester DJ

## Auszeichnungen für Musikverkäufe
| Silberne Schallplatte - Vereinigtes Königreich - 2022: für die Single Tuesday Goldene Schallplatte - Frankreich - 2019: für die Single My Life Is Going On - Italien - 2021: für die Single Friday Night - Spanien - 2024: für die Single Tuesday Platin-Schallplatte - Belgien - 2017: für die Single Tuesday - Dänemark - 2018: für die Single Tuesday - Italien - 2018: für die Single Tuesday - Neuseeland - 2025: für die Single Tuesday - Niederlande - 2017: für die Single Tuesday - Polen - 2020: für die Single My Life Is Going On | 2× Platin-Schallplatte - Italien - 2019: für die Single My Life Is Going On 3× Platin-Schallplatte - Polen - 2023: für die Single Tuesday Diamantene Schallplatte - Frankreich - 2017: für die Single Tuesday |

Anmerkung: Auszeichnungen in Ländern aus den Charttabellen bzw. Chartboxen sind in ebendiesen zu finden.
| Land/RegionAuszeichnungen für Musikverkäufe (Land/Region, Auszeichnungen, Verkäufe, Quellen) | Silber  | Gold     | Platin       | Diamant  | Verkäufe | Quellen             |
| -------------------------------------------------------------------------------------------- | ------- | -------- | ------------ | -------- | -------- | ------------------- |
| Belgien (BRMA)                                                                               | —       | —        | Platin1      | —        | 30.000   | ultratop.be         |
| Dänemark (IFPI)                                                                              | —       | —        | Platin1      | —        | 60.000   | ifpi.dk             |
| Deutschland (BVMI)                                                                           | —       | —        | 2× Platin2   | —        | 800.000  | musikindustrie.de   |
| Frankreich (SNEP)                                                                            | —       | Gold1    | —            | Diamant1 | 333.333  | snepmusique.com     |
| Italien (FIMI)                                                                               | —       | Gold1    | 3× Platin3   | —        | 185.000  | fimi.it             |
| Neuseeland (RMNZ)                                                                            | —       | —        | Platin1      | —        | 30.000   | radioscope.co.nz    |
| Niederlande (NVPI)                                                                           | —       | —        | Platin1      | —        | 40.000   | nvpi.nl             |
| Österreich (IFPI)                                                                            | —       | —        | Platin1      | —        | 30.000   | ifpi.at             |
| Polen (ZPAV)                                                                                 | —       | —        | 4× Platin4   | —        | 170.000  | olis.pl             |
| Schweiz (IFPI)                                                                               | —       | —        | Platin1      | —        | 30.000   | hitparade.ch        |
| Spanien (Promusicae)                                                                         | —       | Gold1    | —            | —        | 30.000   | elportaldemusica.es |
| Vereinigtes Königreich (BPI)                                                                 | Silber1 | —        | —            | —        | 200.000  | bpi.co.uk           |
| Insgesamt                                                                                    | Silber1 | 3× Gold3 | 15× Platin15 | Diamant1 |          |                     |